# Зарічне (Сахалінська область)
Зарічне (рос. Заречное) — село у Томарінському міському окрузі Сахалінської області Російської Федерації.
Населення становить 90 осіб (2013).

## Історія
З 1905 по 3 вересня 1945 року у складі губернаторства Карафуто Японії, відтак у складі Томарінського міського округу Сахалінської області.

## Населення
| 2002 | 2010 | 2013 |
| ---- | ---- | ---- |
| 131  | ↘95  | ↘90  |